# Inmunoterapia
La inmunoterapia, bioterapia, terapia biológica, terapia modificadora de la respuesta biológica o terapia MRB, en medicina, se refiere al conjunto de estrategias de tratamiento para estimular o reponer el sistema inmunitario frente al cáncer, infecciones u otras enfermedades así como para aminorar los efectos secundarios de tratamientos muy agresivos usados contra el cáncer. El objetivo puede ser preventivo o terapéutico (curativo o de mantenimiento). Dentro de los tratamientos biológicos están los anticuerpos monoclonales, las vacunas y los denominados factores de crecimiento.
Las moléculas activas implicadas en la inmunoterapia se denominan inmunomoduladores. La mayor parte son citoquinas y algunas de ellas, como por ejemplo el factor estimulante de colonias de granulocitos (G-CSF, Granulocyte colony-stimulating factor) o el interferón, ya están siendo usados en clínicas. Otros tipos de citoquinas, como las interleuquinas 1, 2, 6, 8 o el factor de necrosis tumoral (TNF-α), se están utilizando en numerosos ensayos clínicos y otros estudios preliminares para un futuro uso en inmunoterapia.

## Activación

### Cáncer
La capacidad del sistema inmunitario para detectar y eliminar células anormales podría prevenir la formación de diferentes tipos de cáncer. Sin embargo, algunos tipos de cáncer logran evadir la detección y destrucción por el sistema inmunitario. Esto se puede deber a que producen señales que reducen la capacidad inmunitaria para detectar y destruir las células tumorales o que sufran modificaciones que hagan más difícil su reconocimiento y ataque. La inmunoterapia del cáncer intenta estimular el sistema inmunitario para rechazar y destruir tumores. El primer caso de inmunoterapia en cáncer fue probablemente en 1890, cuando con la inyección de Streptococcus pyogenes en un tumor se inducía su regresión. Sin embargo, no se habló de inmunoterapia contra el cáncer hasta casi 100 años más tarde, cuando Rosenberg publicó un artículo en el que se informaba de una baja tasa de remisión del tumor en 1205 pacientes con cáncer que fueron sometidos a diferentes tipos de inmunoterapia. El componente principal de la respuesta inmune es el TNF-α, entre otras citoquinas. Está bien establecido que el sistema inmunitario puede controlar y eliminar células cancerosas, una de las terapias que se prueban actualmente es la transferencia de células T adoptivas que tiene el potencial de revertir las limitaciones asociadas con las estrategias basadas en vacunas en pacientes quienes generalmente están inmunocomprometidos. Actualmente se están llevando a cabo numerosos estudios orientados al uso de la terapia génica para hacer que las células tumorales expresen distintos tipos de citoquinas. Hoy en día esta estrategia aún no es válida en clínica, pues no existe forma de transmitir los genes de interés directa y exclusivamente a las células tumorales.
Una técnica que ya es viable clínicamente es la inmunoterapia con BCG para la primera fase (no invasiva) del cáncer de vejiga, que utiliza la instilación de bacterias vivas atenuadas en la vejiga, y es eficaz en evitar la reaparición en hasta dos tercios de los casos. La inmunoterapia tópica utiliza una crema de mejora inmunitaria (imiquimod) que es un productor de interferón que hace que las propias células T asesinas de los pacientes destruyan las verrugas, las queratosas actínicas, el cáncer de célula basal, el cáncer de célula escamosa, el linfoma cutáneo y el melanoma maligno superficial. La inmunoterapia con inyección usa inyecciones de antígenos de paperas, candida o tricofitina para tratar las verrugas (tumores inducidos por el HPV).

#### Inmunoterapia basada en células dendríticas
Ésta utiliza las células dendríticas para activar una respuesta citotóxica hacia un antígeno. Las células dendríticas, una célula presentadora de antígeno, son creadas por el paciente. Estas células son entonces impulsadas con un antígeno o transfeccionadas con un vector viral. Las células dendríticas activadas son entonces puestas de nuevo en el paciente; estas células entonces presentan los antígenos a los linfocitos efectores (células T CD4+, células T CD8+, en células dendríticas especializadas y también en células B). Esto inicia una respuesta citotóxica que ocurre contra estos antígenos y cualquier cosa que pueda presentar estos antígenos. Un uso de esta terapia es en la inmunoterapia del cáncer. Los antígenos tumorales son presentados a las células dendríticas que causan que el sistema inmunitario tenga como objetivo estos antígenos, que a menudo están expresados en células cancerosas.

#### Inmunoterapia adoptiva basada en células T
Esta terapia usa las respuestas citotóxicas basadas en células T para atacar al cáncer. La terapia adoptiva de células in vitro cultiva células T autólogas (extraídas del propio paciente) para una posterior transfusión.
Alternativamente, se han creado y cultivado linfocitos T modificados genéticamente con retrovirus que contienen una copia del gen del Receptor de Linfocitos T (TCR, por sus siglas en inglés), especializado en reconocer antígenos tumorales. El virus integra el receptor en el genoma del linfocito T. Se realiza una expansión no-específica y/o estimulada de estas células. Después, estas son re-infundidas y producen una respuesta inmune contra las células tumorales. La técnica ha sido probada en melanoma metastásico en fase refractaria de nivel IV, y en cáncer de piel avanzado.
Sean los linfocitos T modificados genéticamente o no, antes de la re-infusión, se requiere la linfodepleción del receptor para eliminar los linfocitos T reguladores, así como los linfocitos endógenos que no han sido modificados y que pueden competir con las células transferidas por las citoquinas homeostáticas. La linfodepleción suele ser realizada por quimioterapia mieloablativa, a la cual se puede añadir irradiación a todo el cuerpo para un efecto mayor. Las células transferidas se multiplicaron en vivo y persistieron en la sangre periférica en muchas personas, algunas veces representando niveles del 75 % de todos los Linfocitos T CD8+ a los 6-12 meses después de la infusión. Respuesta clínica a la terapia adoptiva de células T fue observada en pacientes con melanoma metastásico resistente a múltiples inmunoterapias.

#### Vacunas en el tratamiento contra el cáncer
El uso de vacunas para el tratamiento del cáncer, inmunoterapia activa, o vacunas terapéuticas, es otro enfoque de la inmunoterapia. Generalmente, estas vacunas se producen a partir de las células tumorales del propio paciente o de sustancias que se extraen de las células del tumor. Están diseñadas con el fin de tratar el cáncer ya existente mediante el fortalecimiento de las defensas naturales del organismo para combatirlo. La formulación de vacunas de tratamiento contra el cáncer requiere un conocimiento detallado de cómo interactúan las células del sistema inmunitario y las células cancerosas. Para esto, las vacunas de tratamiento contra el cáncer deben estimular respuestas inmunitarias específicas dirigidas al blanco correcto. Las respuestas inmunitarias también deben tener la potencia suficiente para traspasar las barreras que usan las células cancerosas para protegerse de los ataques de las células B y las células T citotóxicas.
Los avances en el conocimiento de cómo las células cancerosas evitan el reconocimiento y el ataque del sistema inmunitario proporcionan a los investigadores la información necesaria para diseñar vacunas de tratamiento contra el cáncer que puedan lograr ambas metas. Como lo comenta Essand y Loskog los anticuerpos monoclonales como el trastuzumab (Herceptin) para el tratamiento del cáncer de mama, rituximab (MabThera) para los linfomas de células B y el ipilimumab (Yervoy) para el melanoma se han establecido como tratamientos confiables durante la última década y han rejuvenecido el campo para la inmunoterapia del cáncer.
En 2010, la FDA aprobó la primera vacuna de tratamiento contra el cáncer, sipuleucel-T (Provenge), para su uso en algunos pacientes con cáncer de próstata metastásico. El uso de vacunas también resulta promisorio en el tratamiento de tumores hematológicos como los linfomas no-Hodgkin.

### Vacunación
La inmunoterapia antimicrobiana, que incluye la vacunación, implica activar el sistema inmunitario para responder a un agente infeccioso.

## Supresión
La inmunosupresión produce una respuesta inmune anómala en enfermedades autoinmunes o reduce una respuesta inmune normal para evitar el rechazo de órganos o células trasplantadas.

### Tolerancia inmune
La tolerancia inmune es el proceso por el cual el cuerpo no lanza de manera natural un ataque del sistema inmunitario en sus propios tejidos. Las terapias de tolerancia inmune buscan reajustar el sistema inmunitario de modo que el cuerpo para de atacar erróneamente sus propios órganos o células en una enfermedad autoinmune o acepta tejido exterior en trasplante de órganos. Un breve tratamiento debe entonces reducir o eliminar la necesidad de inmunosupresión de por vida y las posibilidades de efectos secundarios, en el caso de los trasplantes, o mantener la propia función del cuerpo, al menos en parte, en casos de diabetes tipo 1 u otros desórdenes autoinmunes.

### Alergias
La inmunoterapia también se usa para tratar alergias. Mientras otros tratamientos de alergias (como antihistamínicos o corticosteroides) tratan sólo los síntomas de la enfermedad alérgica, la inmunoterapia es el único tratamiento disponible que puede modificar el curso natural de la enfermedad alérgica, reduciendo la sensibilidad a los alérgenos.
Un régimen a medida individualizado de tres a cinco años de inyecciones puede tener como consecuencia beneficios a largo plazo. Una investigación reciente sugiere que los pacientes con una inmunoterapia completa pueden continuar viendo beneficios durante los años por venir. La inmunoterapia no funciona para todos y es sólo efectiva en parte en algunas personas, pero ofrece a los enfermos de alergia la posibilidad de finalmente reducir o parar la medicación sintomática o de rescate.
La terapia es indicada para gente que es extremadamente alérgica o que no puede evitar alérgenos específicos. Por ejemplo, pueden no ser capaces de vivir una vida normal y evitar completamente el polen, ácaros del polvo, esporas de moho, pelusa de mascotas, veneno de insectos, y ciertos otros desencadenantes comunes de reacciones alérgicas. La inmunoterapia no es generalmente indicada para alergias alimentarias o medicinales. La inmunoterapia está típicamente hecha a medida de manera individual y administrados por un alergista (alergólogo). Hay programas de vacunación disponibles en algunos sistemas de asistencia sanitaria y pueden ser recetados por médicos de cabecera. Esta terapia es particularmente útil para gente con rinitis alérgica o asma.
La terapia es particularmente probable que tenga éxito si comienza desde una edad temprana o poco después de que la alergia se desarrolle por primera vez. La inmunoterapia implica poner una serie de inyecciones con regularidad durante varios años por un especialista en un hospital clínico. En el pasado, esto se llamaba suero, pero este es un nombre incorrecto. La mayoría de los alergistas ahora llaman a esta mezcla un extracto de alergia. Las primeras inyecciones contienen cantidades muy pequeñas del alérgeno o antígeno al cual se es alérgico. Con dosis progresivamente crecientes con el paso del tiempo, el cuerpo se ajustará al alérgeno y se hará menos sensible a él. Este proceso se llama insensibilización. Una pastilla sublingual recientemente aprobada (Grazax), que contiene un extracto de polen de hierbas, es efectiva de modo parecido, con pocos efectos secundarios, y puede ser autoadministrada en casa, incluso por esos pacientes que también padecen de asma alérgica, una enfermedad que impide el uso de inyecciones para la insensibilización.